# 米斯
米斯（法語：Mus，法語發音：[mys]）是法国加尔省的一个市镇，位于该省西南部，属于尼姆区。

## 地理
米斯（43°44'23"N, 4°12'4"E）面积2.6 平方千米，位于法国奧克西塔尼大區加尔省，该省份为法国南部沿海省份，南端濒地中海，北起顺时针与阿尔代什省、沃克吕兹省、罗讷河口省、埃罗省、阿韦龙省和洛泽尔省接壤。
与米斯接壤的市镇（或旧市镇、城区）包括：艾格维沃、卡尔维松、科多尼昂、韦尔热兹。

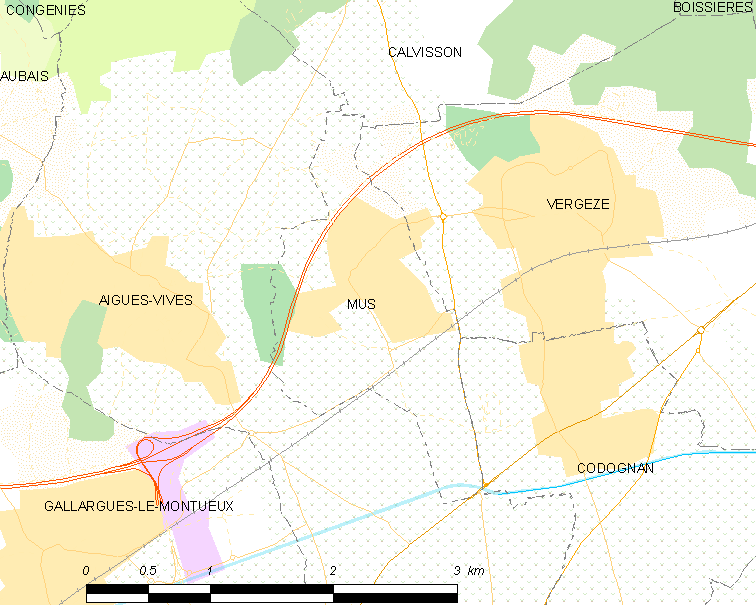
米斯的OSM定位图

米斯的时区为UTC+01:00、UTC+02:00（夏令时）。

## 行政
米斯的邮政编码为30121，INSEE市镇编码为30185。

## 政治
米斯所属的省级选区为沃韦尔县。

## 人口

1962-2008年间米斯人口变化图示

米斯于2022年1月1日时的人口数量为1597人。